# Wereldkampioenschap dammen 1937 (match)
De match om het wereldkampioenschap dammen 1937 werd gespeeld van vrijdag 28 mei 1937 tot en met maandag 5 juli 1937 in verschillende Nederlandse plaatsen tussen de Nederlander Ben Springer en de Franse titelverdediger Maurice Raichenbach. De wereldtitel werd behouden door Maurice Raichenbach met een score van 26-24.

## Rondes
| Ronde | Dag       | Datum        | Plaats      |
| ----- | --------- | ------------ | ----------- |
| 1     | vrijdag   | 28 mei 1937  | Den Haag    |
| 2     | zaterdag  | 29 mei 1937  | Amsterdam   |
| 3     | zondag    | 30 mei 1937  | Leiden      |
| 4     | dinsdag   | 1 juni 1937  | Amsterdam   |
| 5     | woensdag  | 2 juni 1937  | Rotterdam   |
| 6     | vrijdag   | 4 juni 1937  | Utrecht     |
| 7     | zaterdag  | 5 juni 1937  | Deventer    |
| 8     | maandag   | 7 juni 1937  | Groningen   |
| 9     | donderdag | 10 juni 1937 | Amsterdam   |
| 10    | vrijdag   | 11 juni 1937 | Leiden      |
| 11    | zondag    | 13 juni 1937 | Borculo     |
| 12    | maandag   | 14 juni 1937 | Bilthoven   |
| 13    | woensdag  | 16 juni 1937 | Den Haag    |
| 14    | donderdag | 17 juni 1937 | Ermelo      |
| 15    | zaterdag  | 19 juni 1937 | Slikkerveer |
| 16    | maandag   | 21 juni 1937 | Breukelen   |
| 17    | woensdag  | 23 juni 1937 | Den Haag    |
| 18    | donderdag | 24 juni 1937 | Dordrecht   |
| 19    | zaterdag  | 26 juni 1937 | Den Haag    |
| 20    | zondag    | 27 juni 1937 | Amsterdam   |
| 21    | dinsdag   | 29 juni 1937 | Amsterdam   |
| 22    | donderdag | 1 juli 1937  | Den Haag    |
| 23    | vrijdag   | 2 juli 1937  | Amsterdam   |
| 24    | zondag    | 4 juli 1937  | Amsterdam   |
| 25    | maandag   | 5 juli 1937  | Den Haag    |

## Resultaten
| Rang | Land | Naam                | 1 | 2 | 3 | 4 | 5 | 6 | 7 | 8 | 9 | 10 | 11 | 12 | 13 | 14 | 15 | 16 | 17 | 18 | 19 | 20 | 21 | 22 | 23 | 24 | 25 | punten |
| ---- | ---- | ------------------- | - | - | - | - | - | - | - | - | - | -- | -- | -- | -- | -- | -- | -- | -- | -- | -- | -- | -- | -- | -- | -- | -- | ------ |
| 1    | FRA  | Maurice Raichenbach | 1 | 0 | 1 | 1 | 1 | 1 | 1 | 2 | 2 | 1  | 2  | 1  | 0  | 1  | 1  | 2  | 1  | 1  | 1  | 0  | 2  | 1  | 1  | 1  | 0  | 26     |
| 2    | NED  | Ben Springer        | 1 | 2 | 1 | 1 | 1 | 1 | 1 | 0 | 0 | 1  | 0  | 1  | 2  | 1  | 1  | 0  | 1  | 1  | 1  | 2  | 0  | 1  | 1  | 1  | 2  | 24     |

Toernooi:
1912 · 
1925 · 
1928 · 
1931 · 
1948 · 
1952 · 
1956 · 
1960 · 
1964 · 
1968 · 
1972 · 
1976 · 
1978/79 · 
1980 · 
1982 · 
1983 · 
1984 · 
1986 · 
1988 · 
1990 · 
1992 · 
1994 · 
1996/97 · 
2001 · 
2003 · 
2005 · 
2007 · 
2009 · 
2011 ·
2013 ·
2015 ·
2017 ·
2019 ·
2021 ·
2023 ·
2025

Match:
1932 · 
1933 · 
1934 · 
1936 · 
1936 · 
1937 · 
1938 · 
1945 · 
1947 · 
1951 · 
1954 · 
1958 · 
1959 · 
1961 · 
1965 · 
1968 · 
1969 · 
1972 · 
1973 · 
1974/75 · 
1979 · 
1981 · 
1983 · 
1984 · 
1985 · 
1987 · 
1990 · 
1991 · 
1993/94 · 
1996 · 
1998 · 
2003 · 
2004 · 
2006 · 
2009 ·
2013 ·
2015 ·
2016 ·
2018/19 ·
2022 ·
2024